# 무안 박씨
무안 박씨(務安朴氏)는 전라남도 무안군을 본관으로 하는 한국의 성씨이다.

## 역사
시조(始祖) 박진승(朴進昇)은 신라 경명왕(景明王)의 여섯째 아들인 완산대군(完山大君) 언화(彦華)의 5세손으로 고려조(高麗朝)에서 문과(文科)에 급제하여 국자제주(國子祭酒)를 지냈으며 나라에 공(功)을 세워 무안(務安)을 식읍(食邑)으로 하사받았다고 한다.
2세손 박섬(朴暹)이 거란 침입 때에 고려 현종(顯宗)을 호종한 공으로 상서좌복야(尙書左僕射)에 올랐으며, 1052년(문종 6) 공신각상에 도형되었다.
박승준(朴昇中)- 고려전기 해동비록, 시정책요 등을 편찬한 문신으로, 한림시독학사(翰林侍讀學士)로서 상정관(詳定官)이 되어 예의(禮儀)를 정하였으며, 인종(고려)이 즉위하자 보문각학사로 김부식(金富軾)과 더불어 ‘예종실록’의 편수관이 됨. 이자겸이 국정을 맡게 되자, 그에게 아부하여 참지정사를 거쳐 수태위(守太尉) 중서시랑평장사(中書侍郞平章事)로 승진하였으나, 이자겸이 몰락하자 탄핵을 받고 울진(蔚珍)에 유배되었으며, 여러 대를 섬긴 공로가 참작되어 무안에 안거함.
무안 박씨는 조선시대 문과 급제자 22명을 배출하였다.

## 본관
무안(務安)은 전라남도 서부에 위치한 지명이다. 본래 백제의 물아혜군(勿阿兮郡)인데, 신라 경덕왕이 무안군(務安郡)으로 개칭하였고, 고려 때 물량군(勿良郡)으로 고쳤으며 고려 성종 때 다시 무안으로 고쳤다. 1413년(조선 태종 13)에 무안현으로 개편되어 조선시대 동안 유지되었다. 면천(綿川)·면성(綿城) 등의 고호(古號)가 있었다. 1895년(조선 고종 32) 무안군이 되었고, 1914년 목포공주파부(木浦府)가 분리되었다.

## 분파
|  |

## 인물
- 시조 박진승 - 완산박씨 8세 은견(銀堅)의 아들, 국학전주 또는 국자좨주 역임, 국속을 순화한 공으로 무안군에 봉해지고 무안을 식읍으로 하사받음.
- 2세 박섬 - 중시조 박진승의 아들, 고려 현종 때 남행호종공신(南幸扈從功臣)으로서 벼슬이 우복야에 이르렀으며 명신.
- 박승중 - 고려전기 해동비록, 시정책요 등을 편찬한 문신으로, 한림시독학사(翰林侍讀學士)로서 상정관(詳定官)이 되어 예의(禮儀)를 정하였으며, 인종(고려)이 즉위하자 보문각학사로 김부식(金富軾)과 더불어 ‘예종실록’의 편수관이 됨. 이자겸이 국정을 맡게 되자, 그에게 아부하여 참지정사를 거쳐 수태위(守太尉) 중서시랑평장사(中書侍郞平章事)로 승진하였으나, 이자겸이 몰락하자 탄핵을 받고 울진(蔚珍)에 유배되었으며, 여러 대를 섬긴 공로가 참작되어 무안에 안거함.
- 14세 박임경 - 박의룡의 5대손, 황주목사 역임, 1456년 병자사화에 장인 성삼문과 사육신시신 노량에 매안 사육신묘 근원 제공자로 민몰위기에 있음.
- 14세 박익경 - 박의룡의 5대손, 병자사화에 무안 고절리(지명유래)에 은둔.
- 15세 박증 - 박임경의 아들, 성삼문 외손(외손봉사유훈), 노형 김시습과 지기를 트고 남효온과 교유, 부모 3년상을 마치고 1492년 니산에 은거 평생 절의를 지켰으며, 유허지에 보인당(輔仁堂, 율고 기)이 운영되고 모곡서원에 배향됨.
- 15세 박호 - 박임경의 아들, 성삼문 외손(서울에서 외손봉사), 무안박씨 중 조선시대 최초로 문과에 급제 시호 정간 참찬 역임.
- 박의장 - 현감 박세렴의 아들로 조선에서 문무를 겸비했으며, 임진왜란 때 경주부윤으로 50여회의 전투에서 한 번도 패한 일이 없었다.
- 박홍장 - 박의장의 아우, 대구부사로 황신과 더불어 일본에 사신으로 가 갖은 굴욕을 받으면서도 뜻을 굽히지 않았던 현신이었다.
- 박창하 - 조선 숙종 때 시인으로 이름이 높았고, 고율시 5~6백편을 남겼다.
- 박정걸 - 조선 학자
- 박두성 - 한말에 한글 점자(點字)를 창안하여 맹인들의 세종대왕으로 추앙을 받았으며, 성경전서 점역(點譯) 완성.

## 집성촌
- 전라남도 나주군 동강면 곡천리
- 전라남도 무안군 청계면
- 전라남도 무안군 현경면 양학리
- 전라남도 신안군 일원
- 전라남도 진도군 지산면 앵무리
- 전라남도 진도군 의신면 돈지리
- 전라남도 해남군 마산면 장촌리, 연구리
- 전라남도 해남군 해남읍 안동리
- 충청남도 논산시 상월면
- 충청남도 당진시 우두동
- 경기도 양평군 단월면 보룡리
- 강원도 홍천군 화촌면 성산리
- 경상북도 영양군 석보면 답곡동
- 경상북도 영덕군 영해면 원구동
- 경상북도 봉화군 봉화읍 화천리
- 경상북도 청도군
- 황해도 안악군 안악읍
- 황해도 장연군
- 평안남도 강서군 증산면 반용리

## 항렬자
| 21세          | 22세          | 23세          | 24세          | 25세          | 26세          | 27세   | 28세   | 29세   | 30세          | 31세   | 32세   |
| ------------- | ------------- | ------------- | ------------- | ------------- | ------------- | ------ | ------ | ------ | ------------- | ------ | ------ |
| 재(載) 정(廷) | 성(聖) 현(賢) | 인(仁) 현(鉉) | 민(敏) 주(朱) | 용(容) 정(楨) | 규(奎) 섭(燮) | 진(鎭) | 순(淳) | 식(植) | 섭(燮) 형(炯) | 재(在) | 현(鉉) |

| 25세    | 26세    | 27세    | 28세    | 29세            | 30세            | 31세            | 32세   | 33세    |
| ------- | ------- | ------- | ------- | --------------- | --------------- | --------------- | ------ | ------- |
| O광(鎭) | 화(淇)O | O상(相) | 병(炳)O | O재(載) O수(壽) | 종(鍾)O 원(元)O | 해(海)O O순(淳) | 병(秉) | O섭(燮) |

## 인구
- 1985년 64,695명
- 2000년 78,817명
- 2015년 90,785명